# Зедазенский монастырь
Зедазенский монастырь — монастырь в Грузии, опустевший ещё в XVII веке (на левом берегу реки Арагви, к востоку от города Мцхета, на Зедазенском хребте).
Основан в VI веке Иоанном, одним из 13 ассирийских отцов, на месте бывшего здесь ранее капища идола Задена; опустел в XVII веке после разорения Грузии шахом Аббасом. В храме, где похоронен Иоанн, есть водоём, где, по преданию, вода бывает только 7 мая, когда на праздник стекается много богомольцев. Из Зедазенского монастыря хорошо виден другой, расположенный ниже на соседнем отроге Сагурамского хребта, монастырь Джвари, упоминаемый в поэме «Мцыри» М. Ю. Лермонтова.